# Ernst Baumeister
Ernst Baumeister   (Viena, 22 de gener de 1957) fou un futbolista austríac de la dècada de 1980.
Fou internacional amb la selecció de futbol d'Àustria.
Pel que fa a clubs, destacà a FK Austria Wien.
També fou entrenador al club Admira Wacker Mödling i a Austria Wien.